# Людвіг Мюллер
Людвіг Мюллер (нім. Ludwig Müller; 28 червня 1892, Пірмазенс — 28 червня 1972, Еттлінген) — німецький воєначальник, генерал піхоти вермахту. Кавалер Лицарського хреста Залізного хреста з дубовим листям.

## Біографія
Син вчителя Якоба Мюллера і його дружини Марії, уродженої Штрассер. 1 жовтня 1914 року вступив добровольцем в Імперську армію. Учасник Першої світової війни. Після демобілізації армії залишений у рейхсвері, пройшов підготовку офіцера Генштабу. З 20 листопада 1938 року — начальник оперативного відділу генерального командування «Саарпфальц». 17 вересня 1939 року очолив оперативний відділ штабу 24-го армійського корпусу, створеного на базі командування. З 20 жовтня 1939 року — начальник штабу 37-го вищого командування в Трірі, з 1 червня 1940 року — 29-го, з 1 жовтня 1941 по 16 березня 1942 року — 23-го армійського корпусу. Учасник Французької кампанії і німецько-радянської війни, включаючи бої під Києвом, Бєлгородом, Смоленськом, В'язьмою і Ржевом. З 27 серпня 1942 по 23 березня 1943 року — командир 198-ї піхотної дивізії. Учасник боїв в районі Ростова, на Кавказі і Кубані. З 1 червня 1943 року — командир 97-ї єгерської дивізії, відзначився у боях на Кубані. З 24 лютого 1944 року — командир 44-го армійського корпусу. Учасник боїв в районі Умані і на Дністрі, після чого відійшов в Румунію. В серпні-вересні корпус був знищений радянськими військами і 23 вересня Мюллер потрапив у полон. 1 листопада 1949 року військовим трибуналом військ МВС Краснодарського краю засуджений до 25 років таборів. 9 жовтня 1955 року переданий владі ФРН і звільнений.

## Сім'я
4 листопада 1937 року одружився з Ільзою Фінк. В пари народились 2 синів і дочка.

## Звання
- Лейтенант (13 липня 1915)
- Оберлейтенант (1 грудня 1923)
- Ротмістр (1 листопада 1928)
- Гауптман (1 березня 1930)
- Майор (1 грудня 1934)
- Оберстлейтенант (1 серпня 1937)
- Оберст (1 лютого 1940)
- Генерал-майор (1 жовтня 1942)
- Генерал-лейтенант (1 липня 1943)
- Генерал піхоти (1 травня 1944)

## Нагороди
- Залізний хрест
  - 2-го класу (10 серпня 1915)
  - 1-го класу (8 квітня 1918)
- Орден «За військові заслуги» (Баварія) 4-го класу з мечами
- Нагрудний знак «За поранення» в чорному (8 квітня 1918)
- Почесний хрест ветерана війни з мечами
- Медаль «За вислугу років у Вермахті» 4-го, 3-го і 2-го класу (18 років)
- Застібка до Залізного хреста
  - 2-го класу (21 жовтня 1939)
  - 1-го класу (31 травня 1940)
- Німецький хрест в золоті (28 лютого 1942)
- Медаль «За зимову кампанію на Сході 1941/42»
- Лицарський хрест Залізного хреста з дубовим листям
  - лицарський хрест (25 жовтня 1943)
  - дубове листя (№ 440; 6 квітня 1944)